# Ropalidia plebiana
Ropalidia plebiana är en getingart som beskrevs av Richards 1978. Ropalidia plebiana ingår i släktet Ropalidia och familjen getingar. Inga underarter finns listade i Catalogue of Life.